# Штефуль, Даниэль
Даниэ́л Ште́фуль (хорв. Daniel Štefulj; род. 8 ноября 1999, Лангенхаген, Нижняя Саксония) — хорватский футболист, защитник загребского «Динамо», выступающий на правах аренды за венгерский «Дьёр».

## Биография
Родился 8 ноября 1999 года в немецком городе Лангенхаген. Воспитанник хорватских юношеских команд «Меджимурье», «Вараждин» и «Загреб».
В феврале 2018 года он был подписан «Риекой», за которую так и не сыграл ни одного матча и в том же году для получения игровой практики был отдан в аренду в словенский клуб «Кршко», где и дебютировал на взрослом уровне, сыграв 29 матчей высшего дивизиона страны. После этого вторую половину 2019 года играл на правах аренды за «Вараждин», в составе которого сыграл 13 игр чемпионата Хорватии.
В январе 2020 года Штефуль вернулся к «Риеки» и в том же году помог команде выиграть Кубок Хорватии.